# 城关镇 (和林格尔县)
城关镇，是中华人民共和国内蒙古自治区呼和浩特市和林格尔县下辖的一个乡镇级行政单位。

## 行政区划
城关镇下辖以下地区：
昭君道社区、衙门巷社区、团部社区、益民社区、学府社区、利民巷社区、棋盘营社区、广场社区、和托路社区、和清路社区、城关村、二道河村、大南沟村、小南沟村、陶家夭村、郭家夭村、保汉沟村、武松村、九龙湾村、新营子村、胜利营村、二道沟村、哈达少村、东沟子村、石咀子村、樊家夭村、马群沟村、前大湾村、善喇嘛村、下喇嘛盖村、榆西夭村、羊群沟村和大梁村。